# Ryōtarō Kosaka
Ryōtarō Kosaka (小坂 涼太郎 Kosaka Ryōtarō?,  Prefectura de Saitama, Japón, 5 de julio de 1996) es un actor y modelo japonés. Kosaka es principalmente conocido por interpretar al personaje de Kei Tsukishima en la adaptación a musical de Haikyū!!.

## Biografía
Kosaka nació el 5 de julio de 1996 en la prefectura de Saitama, Japón, como el único hijo de la familia. En la escuela preparatoria, fue miembro del club de fútbol. Interesado en el mundo del entretenimiento desde una edad temprana, comenzó a modelar y actuar mientras aún era estudiante de secundaria. Debutó como actor en 2010, con un papel secundario en la película Bokutachi no Play Ball. Enfocado principalmente en el modelaje, Kosaka no volvería a la actuación sino hasta 2014, cuando nuevamente interpretó un rol secundario en la serie de televisión Saikō no Rikon.
En 2015, Kosaka fue uno de los representantes de Japón en el Asia Model Festival, un concurso de modelaje celebrado anualmente en Corea del Sur, pero no ganó. Ese mismo año, debutó como actor teatral interpretando a Kei Tsukishima en la adaptación a musical del manga Haikyū!!, rol que continuó interpretando hasta 2018. Kosaka fue reemplazado por el actor Ryōsuke Yamamoto en los siguientes musicales.

## Filmografía

### Películas
| Año  | Título                                                          | Papel           | Notas |
| ---- | --------------------------------------------------------------- | --------------- | ----- |
| 2010 | Bokutachi no Play Ball                                          | Satoshi Okamura |       |
| 2020 | Miss Ringo                                                      |                 |       |
| 2020 | Asakusa Hanayashiki Tantei: Monogatari-shin no Ko wa Kizutsuite | Teruki          | [ 6 ] |
| 2023 | Inu,Kaitenshte,Nigeru                                           |                 | [ 7 ] |

### Televisión
| Año  | Título                                                                             | Papel | Notas |
| ---- | ---------------------------------------------------------------------------------- | ----- | ----- |
| 2014 | Saikō no Rikon                                                                     |       |       |
| 2022 | Ano Kaiwai wo Ren-ai Dorama ni shitara...Fukaku nimo Kyun to Kita: Hadegami no Koi |       | [ 8 ] |

### Teatro
| Año  | Título                                                      | Rol                                   | Notas         |
| ---- | ----------------------------------------------------------- | ------------------------------------- | ------------- |
| 2015 | Haikyū!!                                                    | Kei Tsukishima                        | Rol debut     |
| 2016 | Yobikō!!: You be cool!                                      | Sōdai Baba                            |               |
| 2016 | Haikyū!!: Itadaki no Keshiki                                | Kei Tsukishima                        | [ 10 ]        |
| 2016 | Konchū Senshi Conchuger                                     | Sargento Turtle                       | [ 11 ]        |
| 2016 | Whistle!: Kabe wo Tsuki Yabure                              | Daichi Fuwa                           | [ 12 ]        |
| 2016 | Haikyū!!: Karasuno, Fukkatsu                                | Kei Tsukishima                        | [ 13 ]        |
| 2017 | Juvenile                                                    | Akira                                 | Principal     |
| 2017 | Haikyū!!: Shōsha to Haisha                                  | Kei Tsukishima                        | [ 15 ]        |
| 2017 | Gozen 5-ji 47-bu no Tokei-dai                               | Minoru                                |               |
| 2017 | Brave 10                                                    | Date Masamune                         | [ 16 ]        |
| 2017 | Jingi Aru Enkai                                             |                                       | Invitado      |
| 2017 | Konchū Senshi Conchuger 2                                   |                                       | Invitado      |
| 2017 | Haikyū!!: Shinka to Natsu                                   | Kei Tsukishima                        | [ 17 ]        |
| 2017 | Kanzen Hanzai: Perfect Crime                                | Yukio Tanaka                          |               |
| 2017 | Happy Market                                                | Satoru Ozawa                          |               |
| 2018 | Watashi no Host-chan Reborn: Zesshō! Ōsaka Minami-hen       | Tamaki                                | [ 18 ]        |
| 2018 | Haikyū!!: Hajimari no Kyojin                                | Kei Tsukishima                        | [ 19 ]        |
| 2018 | Brave 10: Tomoshibi                                         | Date Masamune                         | [ 20 ]        |
| 2018 | Infini-T Force                                              | Tekkaman/ Nanjōni                     | [ 21 ]        |
| 2018 | Haikyū!!: Saikyō no Basho                                   | Kei Tsukishima                        | [ 22 ]        |
| 2019 | Karakuri Circus                                             | Shirogane                             | [ 23 ]        |
| 2019 | Bungō to Alchemist: Yokei-mono no Elegía                    | Ango Sakaguchi                        | [ 24 ]        |
| 2019 | Bakumatsu Taiyōden Gaiden                                   | Yajirō Shinagawa                      | [ 25 ]        |
| 2019 | Tōken Ranbu: Hibi no Ya yo Chiruran                         | Jirōtachi                             | [ 26 ]        |
| 2019 | Strange Clan                                                | Noah Atwood                           | [ 27 ]        |
| 2019 | Uchiage Hanabi ga Kieta Nochi, Kakera Mitai ni Hikaru Hoshi | Subaru Kaburagi                       | [ 28 ]        |
| 2019 | Karakuri Circus: Deus Ex Machina                            | Shirogane                             | [ 29 ]        |
| 2019 | Bungō to Alchemist: Itan-sha no vals                        | Ango Sakaguchi                        | [ 30 ]        |
| 2020 | Resistance Eleven: Valentine wo Mamori nuke                 |                                       |               |
| 2020 | CESARE Il Creatore che ha distrutto                         | Francesco Remolines                   | [ 31 ]        |
| 2020 | #Korede Koiga Dekirunara                                    |                                       |               |
| 2020 | Resistance Eleven: Mienai Teki wo Fūsa seyo                 |                                       | [ 32 ]        |
| 2020 | Gokuto Jihen                                                | Kinosita                              | [ 33 ]        |
| 2020 | BRAVE10: Shōen                                              | Masamune Date                         | [ 34 ]        |
| 2020 | Appli Danshi（Kari）                                        |                                       | producir      |
| 2021 | Kōyōki: Dōjikitan                                           | Tuna Watanabe                         | [ 35 ]        |
| 2021 | Resistance Eleven: Michi Naru Teki kara no Sotsugyō         |                                       |               |
| 2021 | Dragon Gyas Another                                         | Henry                                 | [ 36 ]        |
| 2021 | Ken ga kimi                                                 | Zantetsu                              | [ 37 ]        |
| 2021 | Katekyō Hitman Reborn!                                      | Kikyō                                 | [ 38 ]        |
| 2021 | Model Dreams 2021                                           | Kohei, el legendario modelo masculino | [ 39 ]        |
| 2021 | New Atami Kokusai Hotel                                     | Honda                                 | [ 40 ]        |
| 2022 | Mobile Suit Gundam 00                                       | Allelujah Haptism                     | [ 41 ]        |
| 2022 | Dieciséis varados en una isla desierta                      | Raizō Kawaguchi                       | [ 42 ]        |
| 2022 | businesslikeplay2                                           | Yuichirō Tsumagoi                     | [ 43 ] [ 44 ] |
| 2022 | Seishōnen Ashibe                                            | Sugao Anan                            | [ 45 ]        |
| 2022 | Dorothy                                                     | El espantapájaros                     | [ 46 ] [ 47 ] |
| 2022 | Bestia de Gévaudan: Hombre lobo                             | Leo Helsing                           | [ 48 ]        |
| 2022 | Resistance Eleven: Tsudoi ha Halloween de                   |                                       | [ 49 ]        |
| 2023 | Bungō to Alchemist: Gesakusha no Sonata                     | Ango Sakaguchi                        | [ 50 ]        |
| 2023 | Blue Lock                                                   | Seishirō Nagi                         | [ 51 ]        |
| 2023 | Taishō Roman Tantei Tan: Eden no Utahime                    |                                       | [ 52 ]        |
| 2023 | Tōken Ranbu: Yumegatari Katana no Utage                     | Jirōtachi                             | [ 53 ]        |
| 2023 | The Dawn of The Ragnarok                                    | Fenrir                                | [ 54 ] [ 55 ] |
| 2024 | Resistance Eleven: Inboō wo Soshi seyo                      |                                       | [ 56 ]        |
| 2024 | Yoake                                                       |                                       | [ 57 ]        |
| 2024 | Wild Banchi                                                 |                                       | [ 58 ]        |